# Вспыш и чудо-машинки
Вспыш и чудо-машинки (англ. Blaze and the Monster Machines) — американо-канадский детский развлекательный мультсериал. Премьера состоялась 13 октября 2014 года в США. Первый сезон состоит из 20 серий. Позже сообщили, что сериал продлится на 2 сезон. На данный момент вышло уже 7 сезонов.

## Описание
Главный герой, маленький мальчик Эй-Джей, восьмилетний любитель техники. Он водит пикап по имени Вспыш, побеждающий во всех гонках в Аксель-Сити. Вспыш — непростой пикап, он самый быстрый из всех чудо-машинок, лидер от природы и настоящий гоночный чемпион. Что бы ни случилось в Аксель-Сити, все обращаются к нему за помощью, ведь Вспыш обладает невероятными способностями в решении даже самых сложных задач.
Применив силу ускорения и свои знания о технике и инженерном деле, Эй-Джей и Вспыш готовы к серьёзным испытаниям. Помогают им в этом девочка-механик Гэбби и другие чудо-машинки: Старла, Рык, Зэг и Смельчак. В каждой серии героев ждут новые приключения, испытания и конечно же гонки!

## Сюжет
Восьмилетний Эй-Джей большой любитель точных наук, а красный монстр-трак Вспыш — скорости. Вместе они отправляются на самую крупную гонку в Аксель-Сити, на мировой мега турнир. Девочка-механик Гэбби знакомит Эй-Джея и Вспыша с участниками гонок — монстр-траками Рыком, Старла, Зэгом, Смельчаком. Пережив не одно приключение вместе, они крепко подружатся. Гэбби тоже будет рядом, чтобы помогать монстр-тракам, когда что-то под капотом барахлит.
Машины в мире монстр-траков не похожи друг на друга, каждый обладает яркой индивидуальностью. Монстр-трак Рык полосатый и с шипами, почти что тигр; фиолетовая ковбойская чудо-машина Старла здорово управляется с лассо; монстр-трак Зэг наделен чертами трицератопса, он несколько грубоват, но добрый малый; а синяя машина Смельчак профессионально выполняет трюки. Самый недружелюбный из постоянных участников гонок — большой монстр-трак Крушила. Он неустанно жульничает и придумывает ловушки, чтобы устранить соперников и добиться победы, но неизменно проигрывает. Единственная машина, которая считает его своим другом — это глуповатый, но безобидный мини монстр-трак Огурчик.
Гонки с непременным вознаграждением в конце — двигатель сюжета, постоянный повод для приключений. Преимущественно они разворачиваются в оживленном мегаполисе Аксель-Сити, но чтобы принять участие в некоторых соревнованиях, герои выбираются и за его пределы. Впрочем, в сериале все же большее внимание уделяется сложностям, которые нужно преодолеть, чтобы достичь финишной черты. В каждой серии на разных практических примерах дошкольникам — на этот возраст ориентирован анимационный сериал — в упрощенном виде объясняют про силу, трение, ускорение, энергию ветра, маятники и другие комплексные понятия из мира физики и математики.

## Основные персонажи
- Эй-Джей (англ. AJ) — 8-летний водитель Вспыша и научно-технологический эксперт. Лучший друг-человек Вспыша.
- Вспыш (англ. Blaze) — самый знаменитый герой Аксель-сити. Самый быстрый и бесстрашный монстр-трак. Он непобедим на трассе благодаря своей супер-скорости. Любимые фразы
- Гэбби (англ. Gabby) — 9-летняя девочка-механик и серьёзный эксперт по монстр-тракам. А также водитель Ваттс.
- Смельчак (англ. Darington) — монстр-трак, умеющий делать разные каскадёрские трюки. Друг Вспыша. Любимая фраза «Я Смельчак».
- Старла (англ. Starls) — фиолетовая, яркая и весёлая ковбойская чудо-машинка. Хороший эксперт по лассо. Имеет ранчо (3-этажное: 1 этаж — хлев, 2 и 3 этаж — там живёт Старла) с большим полем. Также имеет 8 свиней и 5 коров. Выиграла значок скалолаза вместе со Вспышем. Любимая фраза «иии-хааа!». Она произносит её, когда крутит лассо, и происходит это весьма часто. Подруга Вспыша.
- Рык (англ. Stripes) — монстр-трак, имеющий способности тигра. Друг Вспыша.
- Зэг (англ. Zeg) — смесь монстр-трака и трицератопса. Имеет грубые манеры, но несмотря на это, Зэг добрый и хороший. Друг Вспыша. Кроме того, Зэг постоянно говорит о себе в третьем лице.
- Летун — зелёный вертолёт, доставляющий грузы в труднодоступных местах.
- Спойлер
- Лихач — молодая чудо-машинка, любит риски, но добрый и весёлый, не всегда думает перед тем, как что-то делать.
- Ралли
- Ваттс (англ. Watts) — розово-жёлтая чудо-машинка. Хорошо разбирается в электричестве. Любимая фраза «электро разряд!». Первое появление в серии «Новые друзья». Подруга Вспыша.
- Крушила (англ. Crusher) — главный и единственный антагонист этого мультсериала. Главный конкурент Вспыша и профессиональный мошенник, но часто терпит неудачи. Самый большой монстр-трак в округе.
- Огурчик (англ. Pickle) — миниатюрная версия монстр-трака. Он немного глуповат. Лучший друг Крушилы, несмотря на то, что последний относится к нему равнодушно и считает его глупым. Тем не менее Огурчик — добрый малый и пытается хотя и безуспешно направить Крушилу на путь истинный.

## Список серий
| Сезон | Серии | Серии | Даты показа      | Даты показа     |
| Сезон | Серии | Серии | Первая серия     | Последняя серия |
| ----- | ----- | ----- | ---------------- | --------------- |
| 1     | 20    | 20    | 13 октября 2014  | 4 июня 2015     |
| 2     | 20    | 20    | 25 сентября 2015 | 19 ноября 2016  |
| 3     | 20    | 20    | 10 октября 2016  | 22 февраля 2018 |
| 4     | 20    | 20    | 26 марта 2018    | 9 сентября 2019 |
| 5     | 20    | 20    | 16 августа 2019  | 23 июля 2021    |
| 6     | 26    | 26    | 18 декабря 2020  | 9 декабря 2022  |
| 7     | 26    | 26    | 14 сентября 2022 | TBA             |

Мини-серии
| Сезон | Серии | Серии | Даты показа     | Даты показа     |
| Сезон | Серии | Серии | Первая серия    | Последняя серия |
| ----- | ----- | ----- | --------------- | --------------- |
| 0     | 5     | 5     | 14 декабря 2020 | 18 декабря 2020 |

## Актёры озвучивания
- Рамон Хэмилтон, Рид Шеннон, Калил Харрис, Жак Свениган, Дусан Браун, Джакари Фрэйзер — Эй-Джей
- Нолан Норт — Вспыш
- Анджелина Уолер и Молли Джексон — Гэбби
- Ди Брэдли Бейкер — Смельчак
- Кейт Хиггинс — Старла
- Сунил Малхотра — Рык
- Джеймс Патрик Стюарт — Зэг
- Кевин Майкл Ричардсон — Крушила
- Нат Факсон — Огурчик

## Русский дубляж
Режиссёр дубляжа — Константин Сапроненков.
- Иван Бычков — Эй-Джей
- Николай Быстров — Вспыш
- Алия Насырова — Старла, Ваттс (3 сезон)
- Наталия Франкова — Гэбби, леди Сфинкс, второстепенные женские персонажи
- Василий Дахненко — Смельчак, Лихач, Крушила, Отец Вспыша, второстепенные персонажи
- Дмитрий Филимонов — Рык, Джо, Клайв, Бамп Кочкинс, второстепенные персонажи
- Сергей Чихачёв — диктор, Зэг, Шеф, Зебра, Санта-Клаус, Белый рыцарь, Рориан, Грязьети, второстепенные персонажи
- Алексей Костричкин — Огурчик, Гас, Енот Грязнуля, второстепенные персонажи
- Анастасия Лапина — Ваттс (с 4 сезона)